# とた
とた（英：tota）は、日本の女性シンガーソングライター、ミュージシャン。

## 概要
2000年代生まれのベッドルームアーティスト。DAWを用いた楽曲制作に加え、アートワークや映像に至るまでプロデュースを行う。
2021年2月、インターネット上にて自身のオリジナル楽曲やカバーの投稿を始める。動画共有サイトやSNSのみでの活動にもかかわらず、同年6月に投稿した「紡ぐ Short Ver.」が一年足らずで合計270万回以上再生され、TikTokやInstagramのリールでは27000本以上のユーザー投稿動画でも楽曲使用されるなど注目を集めた。
2022年12月には、カンロ「ピュレグミ」web CMのタイアップソングとして書き下ろした「せーかいせかい」をリリース。
2023年2月には、「紡ぐ」をフル音源化。公開と同時に大きな反響を呼び、全国37局のラジオやCSでパワープレイされ、USEN HIT SNSランキングで1位、ShazamのDiscovery Japanチャートでも1ヶ月にわたり1位、Billboard Japan Heatseekers Songsでも5週連続で1位を獲得した。Spotify「Tokyo Super Hits」を始め各プレイリストでピックアップされ、「急上昇チャート」最高位16位、「Viral50 JAPAN」も最高位20位、台湾の「Viral Hits Taiwan」にもランクイン。TikTokでは「紡ぐ（フルver）」のオリジナル投稿が2ヶ月で450万再生を突破。「紡ぐ（Short ver）」含むユーザー投稿動画の総再生数は4億回を超えている。また2023年に話題を集めた楽曲に送られる「LINE MUSICトレンドアワード」にも選出された。
2023年4月19日には、10代の女性シンガーソングライターとして初めてYouTubeチャンネル「THE FIRST TAKE」に出演。「紡ぐ」を歌唱し、これが映像メディアでの顔出し初パフォーマンスとなる。
同年8月、所属元のレインボーエンタテインメントがポニーキャニオンと共同で設立したレーベル「RECA Records」に所属。9月6日にはレーベル第1弾シングルとして、とたの「カメラロール」がリリースされた。
同年10月24日、自身初となるワンマンライブ『とた oneman live 2023 bloomin’』を東京・Shibuya WWWにて開催。
2025年1月、GfK Japan ストリーミング再生回数レポートで、「紡ぐ」（2023年2月1日リリース）の累計再生回数が1億回を突破した
。

### 音楽性
インディーロック、USインディー、シンセポップなど幅広い音楽性を混合したオルタナティブなサウンドが特徴。
基本的に歌詞先行での楽曲制作が多く「言葉の意味を一つのフレーズに二つ重ねたり、受け取り方を広く持たせて、聴いてくれた方次第でいろんな受け止め方ができるようにしたい」と語っている。
同世代のアーティストからの支持も厚く、アルバム「oidaki」に対してimaseは「唯一無二の比喩表現をされていて、素晴らしい詩的センス、ベッドルームポップを感じるトラックなど、とたさんの魅力が詰まったアルバム」と評し、なとりは「力強くも透明感のある声や美しいメロディライン、哲学的な歌詞が遺憾なく発揮されていて、聴いていてとてもワクワクしました！」と評している。

## ディスコグラフィ

### 配信シングル
| リリース日     | タイトル                   | レーベル              | 収録アルバム          |
| -------------- | -------------------------- | --------------------- | --------------------- |
| 2022年6月24日  | 君ニ詠ム。                 | RAINBOW ENTERTAINMENT | 1stアルバム『oidaki』 |
| 2022年8月5日   | ブルーハワイ               | RAINBOW ENTERTAINMENT | 1stアルバム『oidaki』 |
| 2022年10月21日 | あしたてんき               | RAINBOW ENTERTAINMENT | 1stアルバム『oidaki』 |
| 2022年12月7日  | せーかいせかい             | RAINBOW ENTERTAINMENT | 1stアルバム『oidaki』 |
| 2022年12月16日 | こうかいのさき             | RAINBOW ENTERTAINMENT | 1stアルバム『oidaki』 |
| 2023年2月1日   | 紡ぐ                       | RAINBOW ENTERTAINMENT | 1stアルバム『oidaki』 |
| 2023年5月10日  | 紡ぐ - From THE FIRST TAKE | RAINBOW ENTERTAINMENT |                       |
| 2023年9月6日   | カメラロール               | RECA Records          |                       |
| 2023年10月18日 | コワレモノ                 | RECA Records          |                       |
| 2023年11月15日 | 押して                     | RECA Records          |                       |
| 2023年12月13日 | 右手のネイル               | RECA Records          |                       |
| 2024年2月21日  | Transpose                  | RECA Records          |                       |
| 2024年4月24日  | 片依存                     | RECA Records          |                       |
| 2024年6月19日  | 日めくり                   | RECA Records          |                       |
| 2024年10月9日  | あるく                     | RECA Records          |                       |
| 2025年1月22日  | 曇りの月                   | RECA Records          |                       |
| 2025年4月9日   | 予感                       | RECA Records          |                       |

### アルバム
| 枚  | タイトル | リリース日    | 品番    | 収録曲 |
| --- | -------- | ------------- | ------- | --- |
| 1st | oidaki   | 2023年2月22日 | REP-065 | 1. 栞 2. 君ニ詠ム。 3. ブルーハワイ 4. 薔薇の花 (in the bedroom) 5. あしたてんき 6. 通り雨 7. 一弦 8. せーかいせかい 9. こうかいのさき 10. 紡ぐ 11. ぬるくなったら 12. 薔薇の花 (in the bathroom) |

## タイアップ
| 年     | 曲名           | タイアップ                                                        |
| ------ | -------------- | ----------------------------------------------------------------- |
| 2022年 | せーかいせかい | カンロ『ピュレグミ おまもり梅』タイアップソング                   |
| 2023年 | ブルーハワイ   | ABEMA オリジナル恋愛番組『恋する♡週末ホームステイ 2023夏』 挿入歌 |
| 2023年 | 日めくり       | アシックスジャパン WEB CM『三年間じゃない、一生だ。』CMソング     |
| 2024年 | Transpose      | 森永乳業 リプトン ミルクティー『「恋AI小説」The Movie』挿入歌     |
| 2024年 | あるく         | NetEase Games『開放空間：Over Field』のイメージソング             |
| 2024年 | 寄り道         | デジタルアートバトル 『LIMITS高校生大会2024』大会応援ソング       |
| 2025年 | 曇りの月       | 株式会社アラクス「ノーシンピュア Web動画」書き下ろし楽曲          |
| 2025年 | 紡ぐ           | リクルート「ホットペッパービューティー」CMソング                  |
| 2025年 | 予感           | NHK Eテレ アニメ『アン・シャーリー』オープニングテーマ            |
| 2025年 | ブルーハワイ   | 花王「Essential」CMソング                                         |

## 出演

### ラジオ番組
| 局名             | 番組タイトル     | 日付      | 出演方法 |
| ---------------- | ---------------- | --------- | -------- |
| FM802            | EVENING TAP      | 2022/8/8  | ゲスト   |
| 東海ラジオ       | bre:eze          | 2023/2/1  | ゲスト   |
| ZIP-FM           | GENZ             | 2023/2/1  | ゲスト   |
| J -WAVE          | SONAR MUSIC      | 2023/2/3  | ゲスト   |
| Date fm          | RAD              | 2023/2/20 | ゲスト   |
| J-WAVE           | TOKIO HOT 100    | 2023/2/26 | ゲスト   |
| TOKYO FM/JFN     | SCHOOL OF LOCK!  | 2023/2/27 | ゲスト   |
| AIR-G'           | G'-ora〜ジオラ〜 | 2023/3/2  | ゲスト   |
| HBCラジオ        | アフタービート   | 2023/3/2  | ゲスト   |
| FMノースウェーブ | RADIO GROOVE     | 2023/3/2  | ゲスト   |

### チャートアクション
| 媒体            | 内容                                                         |
| --------------- | ------------------------------------------------------------ |
| iTunes          | トップソング「紡ぐ」最高10位（2023年2月7日付）               |
| Shazam          | Discovery Japanチャート「紡ぐ」1位                           |
| USEN            | USEN HIT SNSランキング「紡ぐ」1位（2023年3月1日付）          |
| J-WAVE          | TOKIO HOT 100「紡ぐ」最高9位（2023年3月5日付）               |
| ラジオ          | 全国ラジオエアモニチャート最高2位（2023年2月6日〜2月12日OA） |
| Billboard Japan | Heatseekers Songs 最高位3位(2023年2月22日付)                 |

## ミュージックビデオ
| 公開日         | タイトル       | リンク  | 監督                                            | 出演                 |
| -------------- | -------------- | ------- | ----------------------------------------------- | -------------------- |
| 2022年6月24日  | 君ニ詠ム。     | [動画1] | Yuya Utamura                                    | 小日向みう, 佐野時陽 |
| 2022年8月5日   | ブルーハワイ   | [動画2] | Illustrator: mame Motion Design: Kohei Takemoto |                      |
| 2022年10月21日 | あしたてんき   | [動画3] | Noriko Okaku                                    | aoi Watanabe         |
| 2022年12月7日  | せーかいせかい | [動画4] | Shun Murakami(vil tokyo)                        | Yuka Sasaki          |
| 2022年12月16日 | こうかいのさき | [動画5] | Shun Murakami(vil tokyo)                        | Fuka Sugiura         |
| 2023年2月1日   | 紡ぐ           | [動画6] | Kana Tarumi                                     | とた                 |
| 2023年8月8日   | 寝言           | [動画7] | とた                                            |                      |
| 2023年9月6日   | カメラロール   | [動画]  | 倉本雷大                                        | 松山莉奈・工藤孝生   |